# Maurice Neveu-Lemaire
Maurice Neveu-Lemaire (Montbéliard, 24 septembre 1872 - Paris 16e, 5 avril 1951) est un parasitologiste, naturaliste et explorateur français. 

## Biographie
Licencié de droit et de sciences naturelles (1895), il entre au Laboratoire d'anatomie et de physiologie comparée de Henri de Lacaze-Duthiers, à la faculté des sciences de Paris. 
Après des stages aux laboratoires maritimes de Banyuls-sur-Mer, Roscoff et Tatihou (1895-1898), il devient préparateur du cours du Laboratoire de parasitologie de Raoul Blanchard, à la faculté de médecine de Paris (1897-1904). 
Secrétaire de la Société zoologique de France (1898-1903) dont il sera vice-président à partir de 1927, il mène au Royaume-uni des travaux sur le paludisme et examine un grand nombre de Plasmodium vivants ou fixés (1899).
En 1901, il sert comme médecin et naturaliste à bord du yacht Princesse Alice du Prince Albert de Monaco et voyage aux Canaries, à Madère, aux îles du Cap-Vert et aux Açores. 
Préparateur à l'Institut de médecine coloniale de Paris (1902-1904), professeur à la faculté de médecine de Lyon, il fait partie en 1903 de la mission scientifique dans les Andes de Georges de Créqui-Montfort. 
Il part ainsi en avril 1903 de Bordeaux avec une dizaine de compagnons et va pendant sept mois explorer les hauts plateaux du nord de l'Argentine, de Bolivie et du sud du Pérou. 
Il étudie l'hydrologie et la biologie du lac Titicaca puis du lac Poopo et en dresse une carte détaillée. Il y effectue aussi des recherches sur la faune et la flore ainsi que des travaux sur l'adaptation des hommes aux hautes altitudes. On lui doit ainsi d'importantes études sur le mal des montagnes (soroche) et les maladies endémiques ou épidémiques de Bolivie. 
Chargé de 1904 à 1907 du cours magistral de parasitologie à la faculté de médecine de Lyon, il voyage en 1911 au Sénégal et en Guinée. 
Lors de la Première Guerre mondiale, il sert comme aide-major, puis comme médecin-chef à l'Hôpital de Dunkerque, au dispensaire antipaludique de Vaugirard puis à l'Hôpital de Rueil.
Chef des travaux de parasitologie à la faculté de médecine de Paris (1920-1935), de 1920 à 1928, il  fait encore plusieurs voyages scientifiques aux Antilles, au Moyen-Orient et en Afrique du Nord.
Membre titulaire de la Société de pathologie exotique (1921), il fonde en 1923 avec Émile Brumpt et Maurice Langeron, Les Annales de Parasitologie humaine et comparée. Professeur à l’École de malariologie de l'université de Paris (1926), il vit à Téhéran de 1928 à 1931 où il travaille comme conseiller technique de l'Administration générale de l'hygiène publique de l'Empire de Perse.
Vice-président de la Société de médecine et d'hygiène tropicales (1932) et de la Société des américanistes (1939), il meurt à Paris le 5 mai 1951.

## Œuvres
- Les hématozoaires du paludisme. Historique ; Connaissances actuelles ; Applications des découvertes récentes à la prophylaxie du paludisme (thèse), 1900
- Parasitologie humaine, 1902-1921
- Les lacs Titicaca et Poopo, La Géographie, 1904, p. 409-430
- Les lacs des hauts plateaux d'Amérique du Sud, 1906
- Notes physiologiques et médicales concernant les hauts plateaux de l'Amérique du Sud, 1908
- Notes sur les mammifères des hauts plateaux, 1911
- Travaux pratiques de parasitologie, avec Émile Brumpt, 1929
- Traités sur l'helminthologie médicale et vétérinaire, 1936
- Traité sur l'entomologie médicale et vétérinaire, 1938
- Traité sur la protozoologie médicale et vétérinaire, 1943

## Distinctions
- Chevalier de la Légion d'honneur (1925)